# Santa Martha de la Cruz
Santa Martha de la Cruz är en ort i Mexiko, tillhörande kommunen Jilotepec i den västra delen av delstaten Mexiko. Orten hade 250 invånare vid folkräkningen 2010.